# Conchocele fuegiensis
Conchocele fuegiensis is een tweekleppigensoort uit de familie van de Thyasiridae. De wetenschappelijke naam van de soort is voor het eerst geldig gepubliceerd in 1890 door Dall.